# Epectris
Epectris is een geslacht van spinnen uit de  familie van de Oonopidae (dwergcelspinnen).

## Soorten
- Epectris aenobarbus Brignoli, 1978
- Epectris apicalis Simon, 1893
- Epectris conujaingensis Xu, 1986
- Epectris mollis Simon, 1907